# Tillitse Kirke
Tillitse Kirke er en romansk bygning i landsbyen Tillitse, omkring 8 km syd for Nakskov på Lolland. Den er bygget i røde mursten i første halvdel af det 13. århundrede. Den har en altertavle i bruskbarok med komplicerede udskæringer skabt af Jørgen Ringnis i 1642. En runesten fra det 11. århundrede står foran kirkens indgang.

## Historie
Kirken blev bygget i første halvdel af 1200-tallet og blev i begyndelsen af 1600-tallet udvidet mod vest. Kun lidt er kendt om dens ejerskab i middelalderen; men kronen havde gejstlige udnævnelsesrettigheder på tiden omkring reformationen. I 1648 blev den overdraget til Rudbjerggård hovedgård, hvor den i årenes løb blev styret af F.B. Bülow og jægermester Gustav Smith. Den overgik til slægten Friderichsen omkring 1850, og ca. 1880 blev den overtaget af Landmandsbanken, som i 1907 overdrog den til den lokale menighed.

## Arkitektur
Kirken består af en romansk apsis, et kor og et skib. Den blev i 1625 udvidet mod vest, og ved vestgavlen blev et våbenhus opført i 1856. En buet frise pryder den øverste del af apsis med en savtandet gesims. De tre romanske vinduer er nu blevet tilmuret. Profilen af korets tidligere syddør kan stadig ses. Der er en savtandsdekoration langs toppen af koret med en nyere gesims. Resterne af skibets sydportal strækker sig op til taget. De gamle romanske vinduer er erstattet af moderne spidsbuede vinduer. Der er lisener på det østlige hjørne, men dem på det vestlige hjørne er blevet fjernet. Der er også en buet dekoration med en savtandet linje øverst i kirkeskibet.
- Apsis
- Interiør

## Interiør og inventar
Den udskårne altertavle fra 1642 er udført af Jørgen Ringnis. Den bærer Joachim von Barnewitz', Øllegaard Pentz' og Hartwig Passows våben. Renæssanceprædikestolen fra 1608 præsenterer Knud Ruds og Ellen Marsvins våben. Kirken rummer også et epitafium i sandsten for Joachim von Barnewitz (død 1626) og Øllegaard Hartvigsdatter Pentz (1684–1654). Der er en romansk døbefont.
- Altertavle
- Prædikestol
- Epitafium
- Døbefont

## Kirkegården
Betydende personer begravet på kirkegården omfatter Ludvig Eduard Alexander Reventlow, der købte Rudbjerggård gods i 1891.

## Runestenen
Der er en fritstående runesten, Tillitse-stenen, der står uden for kirkens våbenhus.
Den blev fundet i kirkegårdsmuren omkring 1627 og blev senere brugt som fundament til våbenhuset. Den er dateret til midten af det 11. århundrede og er 143 cm høj og 81 cm bred. Stenen indeholder en inskription, der lyder (oversat):
Áskell, Súlkis søn, fik denne sten rejst til minde om sig selv. Altid vil stå, mens stenen lever, dette minde, som Áskell producerede. Må Kristus og Sankt Michael hjælpe hans sjæl. Tóki huggede runerne til minde om Þóra, hans stedmor, en god kone.